# 溪龙乡
溪龙乡是中华人民共和国浙江省湖州市安吉县下辖的一个乡。

## 行政区划
溪龙乡下辖以下村级行政区划单位：
后河村、黄杜村、新丰村、徐村湾村和溪龙村。